# Powerage
Powerage is het vierde (internationale) studioalbum van de Australische hardrockband AC/DC. Het werd opgenomen in de Albert Studios in Sydney, in februari en maart 1978. Op 25 mei 1978 werd het album officieel uitgegeven door Atlantic Records. Alle nummers op het album zijn geschreven door Angus Young, Malcolm Young en Bon Scott. Het album is geproduceerd door Harry Vanda en George Young, die ook al de voorgaande albums van AC/DC hadden geproduceerd. 

## Algemeen
Powerage is het eerste album van AC/DC, dat op hetzelfde moment zowel op de internationale als op de Australische markt werd gebracht. Verder werd ook voor beide markten één en dezelfde cover en precies dezelfde tracklist gebruikt, wat voordien nog nooit was gebeurd. Enkel op de Europese vinyleditie (speciale editie: eerste druk van de plaat in Engeland) stond een tot op dat moment nog niet eerder gepubliceerd nummer, namelijk "Cold Hearted Man". Dit nummer werd op geen enkel ander album meer uitgegeven tot de in 2009 uitgegeven AC/DC Backtracks boxset. Verder stonden op die speciale vinyleditie een paar nieuwe mixes van nummers zoals "Down Payment Blues" en "What's Next To The Moon"; ook "Rock and Roll Domination", het eerste nummer van het album, werd op deze speciale editie op een andere manier gemixt. De tijdsdruk om ook dit als laatste opgenomen nummer in het album op te kunnen nemen vóór de uitgave in mei 1978 was groot. De grootste verandering op dit album is het aantreden van een nieuwe bassist, Cliff Williams, als vervanger voor de opgestapte Mark Evans. Williams had al eerder op liveconcerten meegespeeld, maar maakte op dit album zijn studiodebuut. (Williams verliet de band even in 1991, om dan eind 1991 zich weer bij de band te voegen.)
Een opmerkelijke verandering met voorgaande albums van de band is het diepgaander en beter schrijven van teksten. Er wordt meer zingeving en gevoel aan de tekst gegeven om samen met de muziek een grotere impact te maken op de luisteraar. Toch blijven de voornaamste kenmerken die AC/DC zo typeren nog altijd sterk aanwezig. Bon Scotts typische hoge gezang en stevige op het leven gerichte teksten over arbeidersklasse, seksualiteit en liefdes dragen bij tot het hoge rock-'n-rollgehalte. Angus Youngs typische gitaarspel speelt weer de hoofdrol op dit album met zijn typerende riffs en ritmische, opzwepende en krachtige gitaarpartijen. Dit geldt uiteraard ook voor de prominente aanwezigheid van solo's op dit album. Een klassieker of echt grote hit heeft dit album echter niet opgeleverd.
"Rock 'n Roll Damnation", "Riff Raff" en "What's Next to The Moon" zijn typische AC/DC nummers. Deze nummers bruisen van dynamiek en energie, in een typische hardrock-stijl. De hier gehanteerde stijl van muzikaal componeren en nummers schrijven, zal op het volgende studioalbum van AC/DC, Highway To Hell, doorgezet en verfijnd worden. Dat laatstgenoemde album wordt gerekend tot AC/DC's beste platen. Na Powerage zal AC/DC voor "Highway To Hell" een livealbum uitgeven, genaamd If You Want Blood, You've Got It. "Riff Raff" vormt op die plaat het openingsnummer, en op die manier wordt het opgenomen concert enorm explosief en krachtig ingezet.
"Down Payment Blues" is een zes minuten durend nummer, waarin een spanningsopbouw de basisstructuur vormt om dan te escaleren in een hoogtepunt van gezang en solo's. Deze manieren van werken zien we bij vele andere nummers van de band. De tekst van het nummer verwijst naar de originele blues, houdt zich met dezelfde thema's bezig (zoals armoede, arbeidersklasse en het alledagelijkse leven) maar dan wel gekleurd door een I don't care-mentaliteit en rock 'n roll-evensstijl.
Nummer vijf van de plaat, "Sin City", een ode aan de stad Las Vegas, wordt beschouwd als een van AC/DC's meest kleurrijke en diepgaande teksten. Muzikaal verschilt het nummer ook an ander werk van de band. "Sin City" werd later gecoverd door de heavymetalband Twisted Sister, door de punkband The Offspring, Bruce Dickinson en door Ugly Kid Joe.
Het slotnummer van het album, "Kicked in The Teeth", bouwt zich op naar een explosie wanneer de titel van het nummer geschreeuwd wordt. Het nummer gaat over onbetrouwbare vrouwen, die hun geliefde bedriegen.

## Tracklist
| Nr. | Titel                   | Duur |
| --- | ----------------------- | ---- |
| 1.  | Rock 'n' Roll Damnation | 3:37 |
| 2.  | Down Payment Blues      | 6:03 |
| 3.  | Gimme a Bullet          | 3:21 |
| 4.  | Riff Raff               | 5:11 |
| 5.  | Sin City                | 4:45 |
| 6.  | What's Next to the Moon | 3:31 |
| 7.  | Gone Shootin'           | 5:05 |
| 8.  | Up to My Neck in You    | 4:13 |
| 9.  | Kicked in the Teeth     | 3:53 |

| Nr. | Titel                   | Duur |
| --- | ----------------------- | ---- |
| 1.  | Rock 'n' Roll Damnation | 3:06 |
| 2.  | Gimme a Bullet          | 3:20 |
| 3.  | Down Payment Blues      | 5:40 |
| 4.  | Gone Shootin'           | 5:22 |
| 5.  | Riff Raff               | 5:14 |
| 6.  | Sin City                | 4:45 |
| 7.  | Up to My Neck in You    | 4:12 |
| 8.  | What's Next to the Moon | 3:42 |
| 9.  | Cold Hearted Man        | 3:32 |
| 10. | Kicked in the Teeth     | 3:58 |

- Het album werd later geremixt voor de Amerikaanse Markt, deze mix zal later de standaard mix worden voor alle Powerage albums over de hele wereld. De mix die op dat Album te horen is, is vandaag de dag nog altijd de standaard voor Powerage uitgaves.

## Hitnotering

### Album
| Jaar | Lijst                                     | Hoogste Positie |
| ---- | ----------------------------------------- | --------------- |
| 1978 | Australian Kent Music Report Albums Chart | 22              |
| 1978 | US Billboard The 200 Albums Chart         | 133             |

### Onderscheidingen
| Land             | Verkoopcijfer | Onderscheiding |
| ---------------- | ------------- | -------------- |
| Verenigde Staten | 1,000,000     | Platinum       |

## Bandleden
- Bon Scott – leadzang
- Angus Young – leadgitaar
- Malcolm Young – slaggitaar, achtergrondzang
- Cliff Williams – basgitaar, achtergrondzang
- Phil Rudd – drumstel

## Producers
- Producers: Harry Vanda, George Young
- Engineer: Mark Opitz